# Jonathan Clarke
Jonathan Clarke (Melbourne, 18 de desembre de 1984) és un ciclista australià, professional des del 2006 i actualment corrent per l'equip Floyd's Pro Cycling.

## Palmarès
- 2004
  - Vencedor d'una etapa al Canberra Tour
- 2006
  - Vencedor d'una etapa a l'International Cycling Classic
- 2007
  - Vencedor d'una etapa al Jayco Bay Classic
- 2019
  - 1r al Tour de Taïwan i vencedor d'una etapa